# بي پي إس للأطفال
بي پي إس للأطفال (بالإنجليزية: PBS Kids)‏ هي العلامة التجارية لمعظم برامج الأطفال التي تبثها بي پي إس في الولايات المتحدة ، وكذلك قناة تلفزيونية تعمل على مدار الساعة طوال أيام الأسبوع. الجمهور المستهدف هو الأطفال الذين تتراوح أعمارهم بين 2 و 8 سنوات. إنها أيضًا قناة منفصلة على مدار الساعة طوال أيام الأسبوع (تسمى أيضًا بي پي إس للأطفال وركس أو بي پي إس للأطفال 24/7).